# Cancelo
Cancelo est une localité de l’est de l'île de Santiago au Cap-Vert.

## Description
Cancelo fait partie de la municipalité de Santa Cruz.
Cancelo est située près de la côte est, à 4 km au nord-ouest de Pedra Badejo et à 5 km au sud-est de Calheta de São Miguel.

## Subdivisions territoriales
La localité se compose des lieux et quartiers de:
- Achada Abaixo
- Assomada
- Cadjetinha
- Cobon de Mazpas
- Covão Sanches
- Cutelo Bi
- Ponta Cancelo
- Ponta Coqueiro
- Rua Traz
- Ruberinha
- Tcham Morreira

## Population
Au recensement de 2010, la ville comptait 2 042 habitants.